# Куаттордіо
Куаттордіо (італ. Quattordio, п'єм. Quatòrdi) — муніципалітет в Італії, у регіоні П'ємонт,  провінція Алессандрія.
Куаттордіо розташоване на відстані близько 470 км на північний захід від Рима, 60 км на схід від Турина, 17 км на захід від Алессандрії.
Населення — 1662 особи (2014).
Щорічний фестиваль відбувається 29 червня. Покровитель — Петро (апостол).

## Демографія
Населення за роками:

Станом на 1 січня 2023 року в муніципалітеті офіційно проживало 100 іноземців з 16 країн, серед них 45 громадян країн Євросоюзу та 4 громадяни України.

## Сусідні муніципалітети
- Кастелло-ді-Анноне
- Черро-Танаро
- Феліццано
- Мазіо
- Рефранкоре
- В'яриджі